# گمینا ووبنگتسه (استان ووتسکی)
گمینا ووبنگتسه (استان ووتسکی) (به لهستانی:  Gmina Łubnice) یک گمینا در لهستان است که در شهرستان ویروشوف واقع شده‌است. گمینا ووبنگتسه ۶۰٫۹ کیلومتر مربع مساحت و ۴٬۱۹۴ نفر جمعیت دارد.